# Provincia de Azerbaiyán Occidental
Azerbaiyán Occidental (en persa: استان آذربایجان غربی, Âzârbâiŷân-e Gharbi; en‌‌‌ azerí: Qərbi Azərbaycan) es una de las 31 provincias de Irán. Se encuentra en el noroeste del país y limita con Turquía, Irak y Najicheván, así como con las provincias iraníes de Azerbaiyán Oriental, Zanyán y Kurdistán. Tiene una superficie de 37 437 km² si se tiene en cuenta el área del lago Urmía. En 2006 la provincia tenía una población de 3 015 361 habitantes. Archivado el 30 de septiembre de 2007 en Wayback Machine.

## Divisiones administrativas y ciudades
La provincia de Azerbaiyán Occidental se divide en diecisiete condados:
- Condado de Bukan.
- Condado de Chaldoran.
- Condado de Chaypareh.
- Condado de Khoy.
- Condado de Mahabad.
- Condado de Maku.
- Condado de Miandoab.
- Condado de Naqadeh.
- Condado de Oshnavieh.
- Condado de Piranshahr.
- Condado de Poldasht.
- Condado de Salmas.
- Condado de Sardasht.
- Condado de Shahin Dezh.
- Condado de Showt.
- Condado de Takab.
- Condado de Urmia.

- Datos: Q134411
- Multimedia: West Azerbaijan Province / Q134411